# شهرستان نوریمانوفسکی
شهرستان نوریمانوفسکی (به لاتین: Nurimanovsky District) یک شهرستان در روسیه است که در باشقیرستان واقع شده‌است.